# John Pringle Nichol

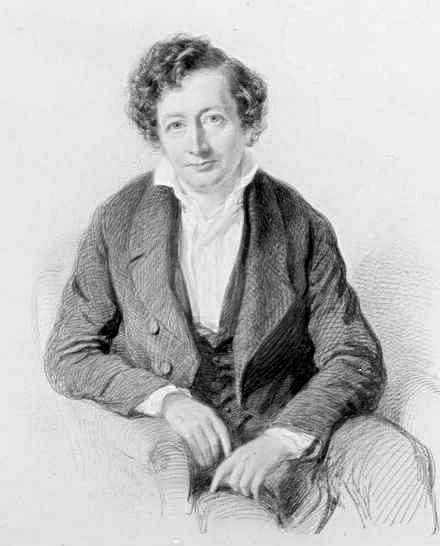
John Pringle Nichol

John Pringle Nichol (* 13. Januar 1804 in Huntlyhill bei Brechin; † 19. September 1859) war ein schottischer Astronom, Phrenologe, Ökonom und Hochschullehrer an der Universität Glasgow.
Nichol war der Sohn eines Gutsherrn und studierte Mathematik und Physik an der Universität Aberdeen (Abschluss mit Bestnoten), bevor er zur Theologie wechselte und noch vor seiner Volljährigkeit Geistlicher wurde. Bald darauf wechselte er in den Lehrberuf (er wurde auch Schulleiter, so an der Hawick Grammar School, der Cupar Academy und der Montrose Academy) und Journalismus. Zeitweise gab er den Five Herald heraus. Er war an Phrenologie und Ökonomie interessiert und stand mit bedeutenden Intellektuellen wie John Stuart Mill in Verbindung. Mit Mill war er auch lebenslang befreundet. Man bot ihm  den Lehrstuhl für politische Ökonomie am Collège de France als Nachfolger von Jean-Baptiste Say an, was er aus gesundheitlichen Gründen ausschlagen musste. 1836 wurde er Regius Professor für Astronomie in Glasgow. Er war ein erfolgreicher Popularisator der Astronomie mit mehreren vielfach aufgelegten populärwissenschaftlichen Büchern, war für mitreißende Vorlesungen sowohl an der Universität als auch öffentlich vor großem Publikum bekannt und zählte in Glasgow William Thomson zu seinen Schülern, den er mit mathematischer Physik aus Frankreich (besonders Joseph Fourier) bekannt machte. Nichol hielt Vorlesungen über Naturphilosophie (theoretische Physik), als der Lehrstuhlinhaber William Meikleham zwei Jahre krankheitsbedingt ausfiel. Außerdem hielt er Vorlesungen über Naturgeschichte. 1848/49 hielt er Vorlesungen in den USA.
Als Astronom befasste er sich mit der Beobachtung des Mondes und von Nebeln. Anfangs hielt er sie nach Pierre Simon de Laplace (wie in dessen Nebularhypothese) für Gasmassen. Die feineren Details, die das große Teleskop von Lord Rosse zu Tage brachte, überzeugten ihn aber dann davon, dass sie aus Sternen bestünden. Die von Lord Rosse erkannte Spiralstruktur verschiedener Nebel wie M 51 wurden in einigen seiner Bücher abgebildet. Er war ein Freund von William Rowan Hamilton.
Ihm gelang es Mittel für den Bau eines neuen Observatoriums in Glasgow zu sammeln (Horeslethill), das 1841 errichtet wurde und wo er als Observator wohnte. 1840 reiste er nach München um astronomische Instrumente zu erwerben. Allerdings kam das Observatorium in finanzielle Schwierigkeiten und wurde 1845 von der Universität erworben.
1837 wurde er Ehrendoktor (L.L.D.) der Universität Glasgow. Er war Fellow der Royal Society of Edinburgh und der Royal Astronomical Society.
1831 heiratete Nichol Jane Tullis (1813–1851) und heiratete nach deren Tod 1853 die Sozialreformerin und Suffragette Elizabeth Pease (1807–1897). Sein Sohn John Nichol (1833–1894) war erster Regius Professor of English Language and Literature in Glasgow. Seine Tochter heiratete den Mathematikprofessor in Glasgow William Jack.

## Schriften
- Views of the Architecture of the Heavens, Edinburgh: William Tait 1837, New York 1840, Archive
- The Phenomena and Order of the Solar System, Edinburgh: William Tait 1838
- Contemplations on the Solar System, Edinburgh: William Tait 1844
- Thoughts on Some Important Points Relating to the System of the World, 1846
- The Stellar Universe. Edinburgh: John Johnstone 1848, Archive
- The Planet Neptune: An Exposition and History. Edinburgh: John Johnstone 1848
- General Principles in Geology, the preface to Keith Johnston’s Physical Atlas, 2. Auflage 1856
- Cyclopedia of the Physical Sciences, London, Glasgow, 1857, Archive